# Greater Wealth
Greater Wealth è un cortometraggio muto del 1913 diretto da Colin Campbell.

## Produzione
Il film fu prodotto dalla Selig Polyscope Company.

## Distribuzione
Distribuito dalla General Film Company, il film - un cortometraggio di una bobina - uscì nelle sale cinematografiche statunitensi il 2 gennaio 1913. Il 23 marzo di quello stesso anno venne distribuito anche nel Regno Unito.